# Sainte-Eulalie-de-Cernon
Sainte-Eulalie-de-Cernon è un comune francese di 261 abitanti situato nel dipartimento dell'Aveyron nella regione dell'Occitania.

## Società

### Evoluzione demografica
Abitanti censiti
- Wikimedia Commons contiene immagini o altri file su Sainte-Eulalie-de-Cernon